# شعب ديدالوس
شُعّب ديدالوس وتعرف أيضًا باسم جزيرة أبو الكيزان شعاب مرجانية يبلغ طولها 400 م وعرضها 100 م (1310-330 قدمًا) في البحر الأحمر بمصر، تقع على بعد حوالي 90 كم من مرسى علم. توجد جزيرة اصطناعية صغيرة في وسط الشعاب المرجانية، تضم منارة باسم فنار جزيرة أبو الكيزان شُيدت في 1863 وأعيد بناؤها في 1931. تعد شعب ديدالوس مكانًا شهيرًا لرياضة الغطس بسبب الفرص العديدة لرؤية الأسماك البحرية، مثل أسماك القرش المطرقة، والشعاب المرجانية المنتشرة. ويمكن للمرء أن يجد العديد من يخوت رحلات السفاري التي تقضي الليل، راسية في الشعاب المرجانية في موسم الذروة.
لا تزال المنارة التي يبلغ طولها 30 م (98 قدمًا) والمحطة التي تشغلها نشطتان وتعمل المنارة بثلاث ومضات بيضاء بنمط 2 + 1 كل 30 ثانية ولا يمكن الوصول إليها إلا بالقوارب. تتألف المنارة من برج حجري طوله 30 م مطلي بنطاقات أفقية باللونين الأبيض والأسود، ومبنى من طابقين لخفر السواحل والبحرية المصرية.

## معرض الصور

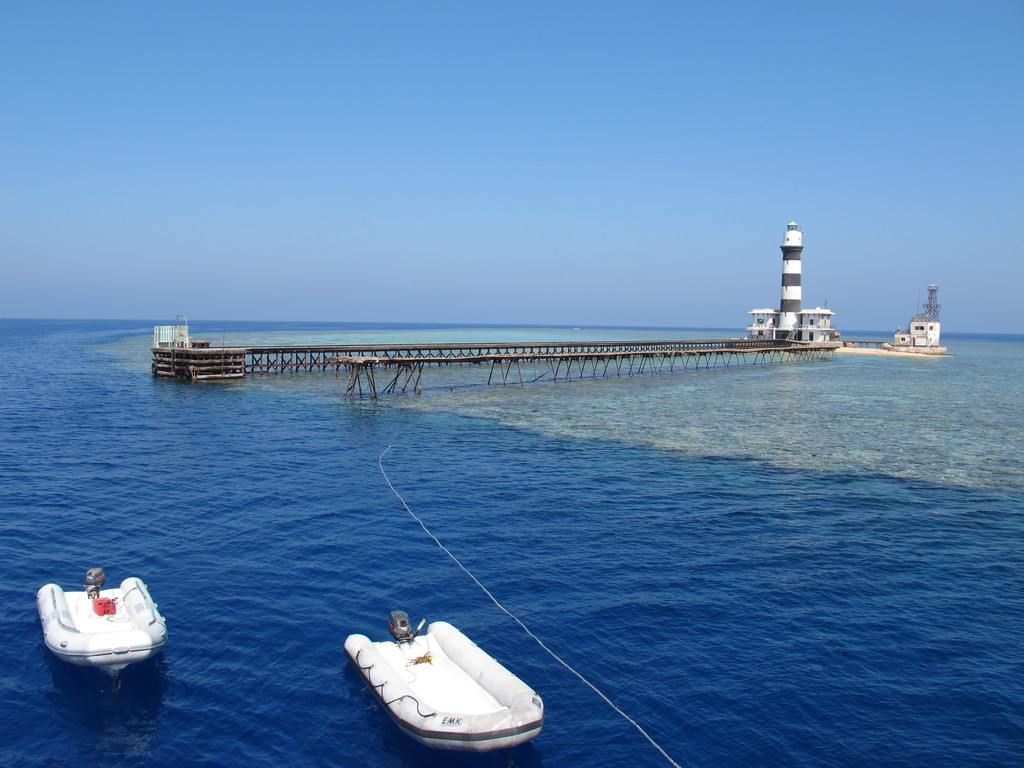
جزيرة أبو الكيزان
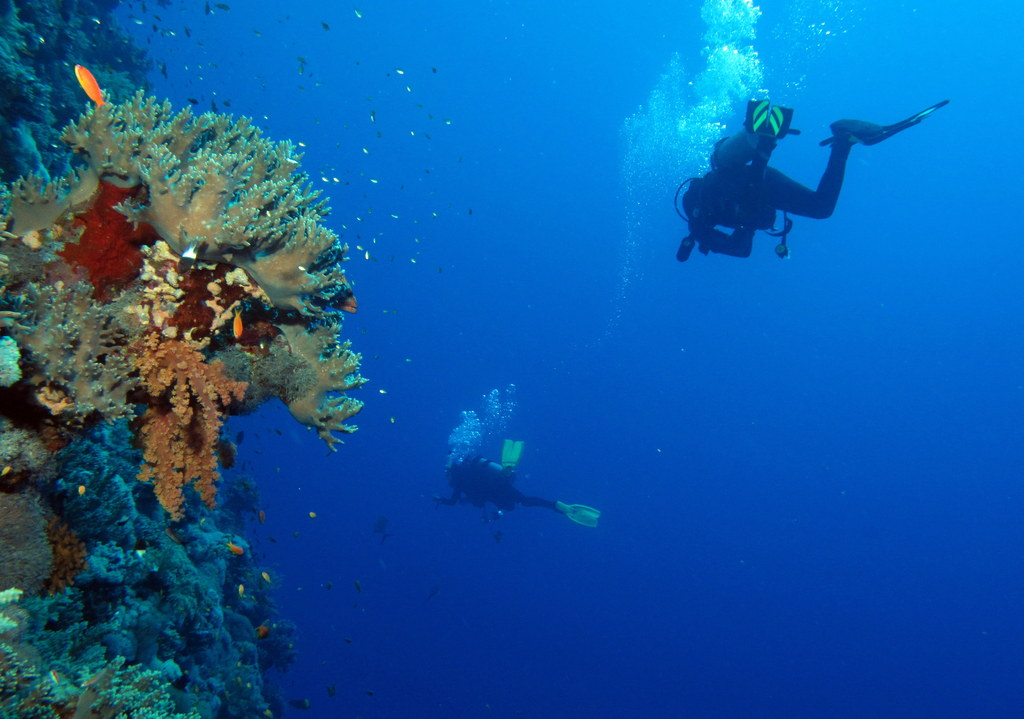
شعب ديدالوس
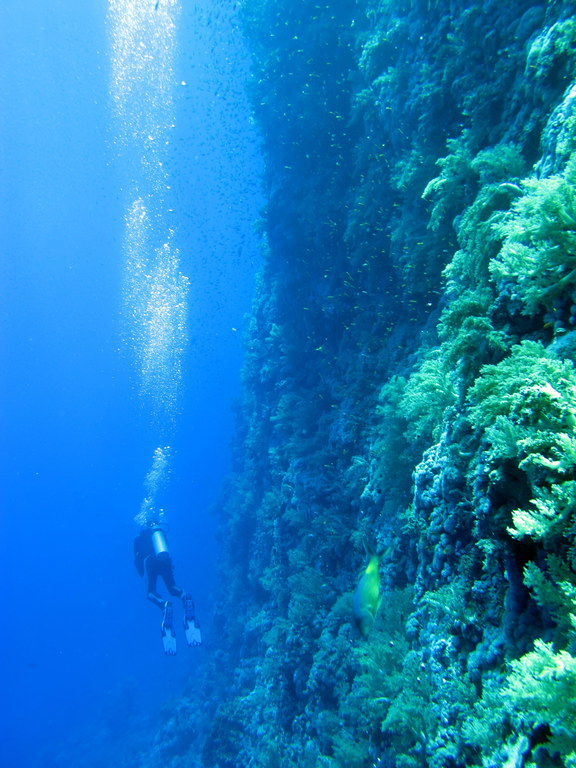
جدار شعب ديدالوس
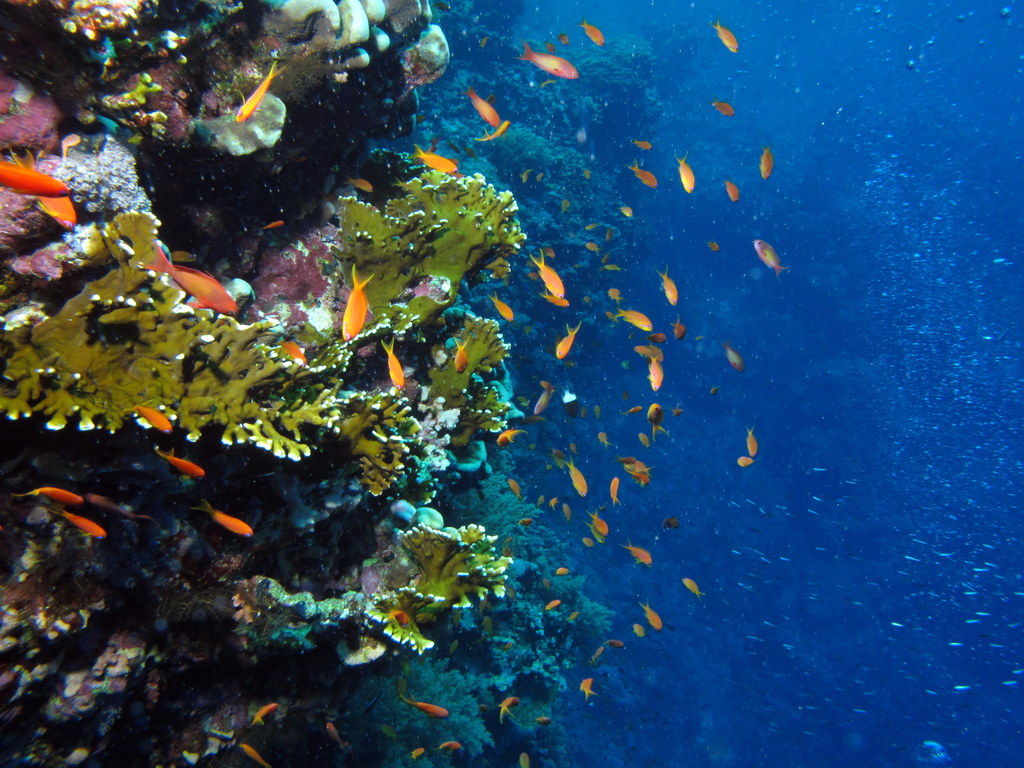
أسماك ريف ديدالوس
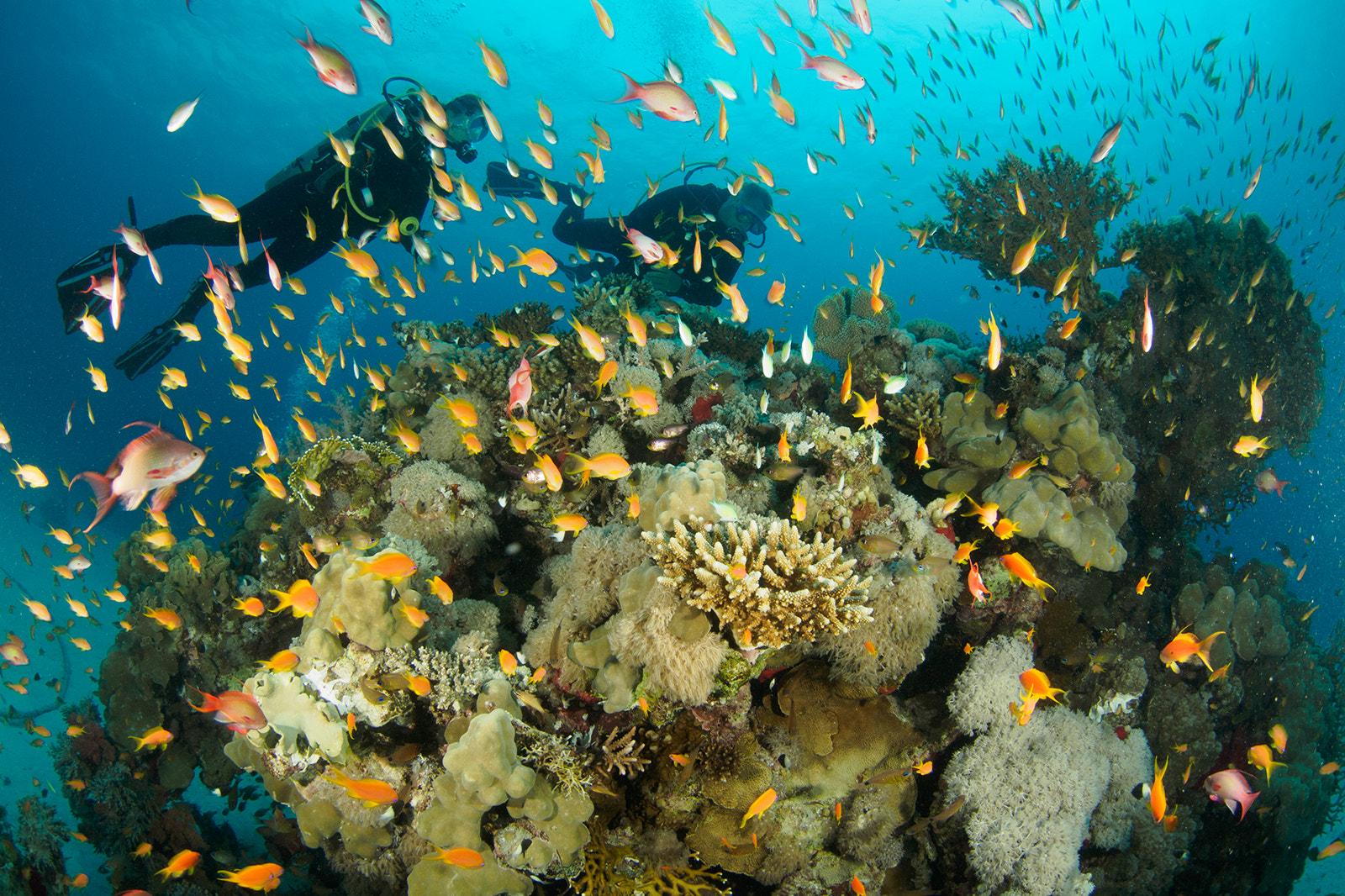
الغطس في ريف ديدالوس
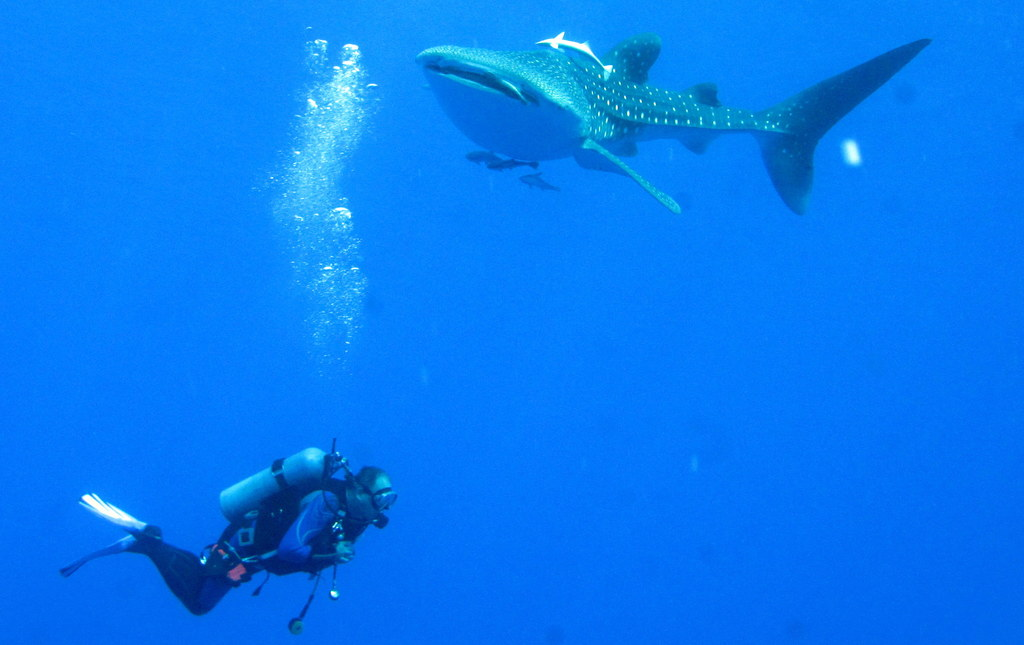
القرش الحوتي أو "بهلول" كما يعرف محليًا في ريف ديدالوس
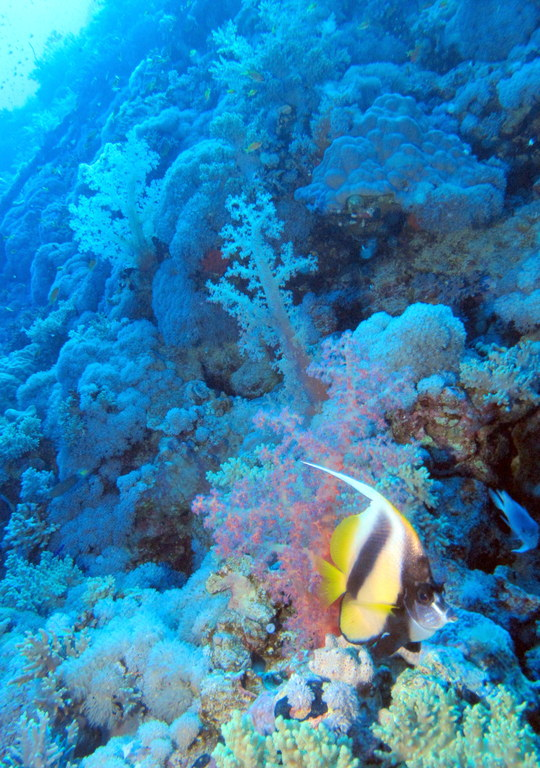
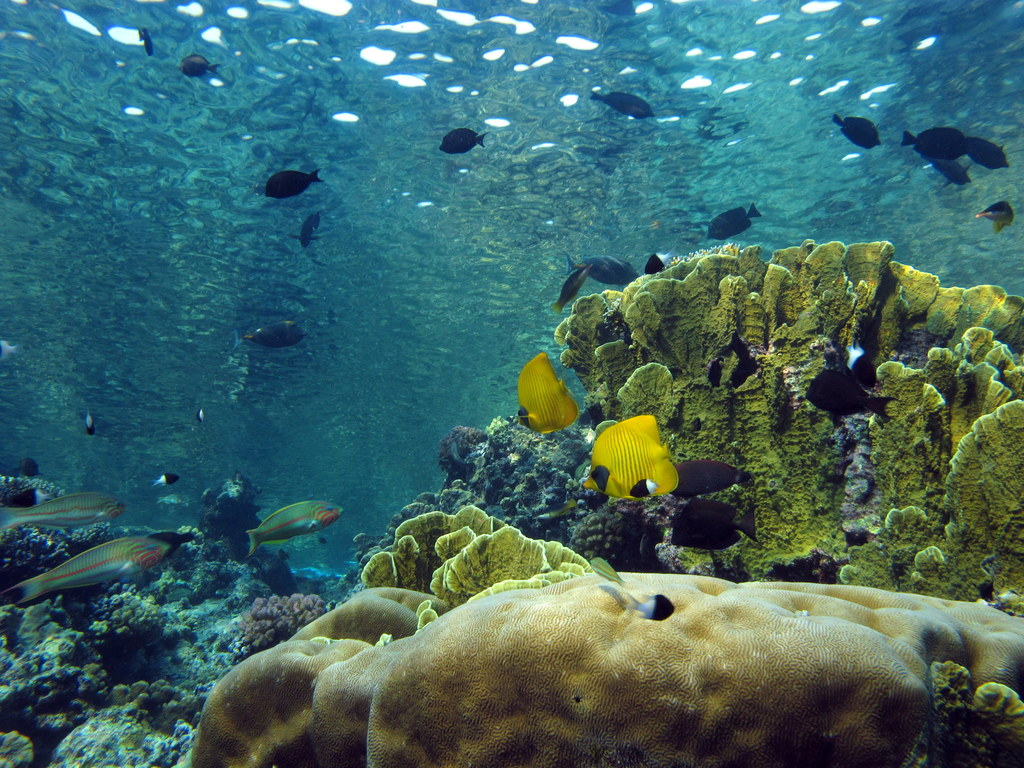
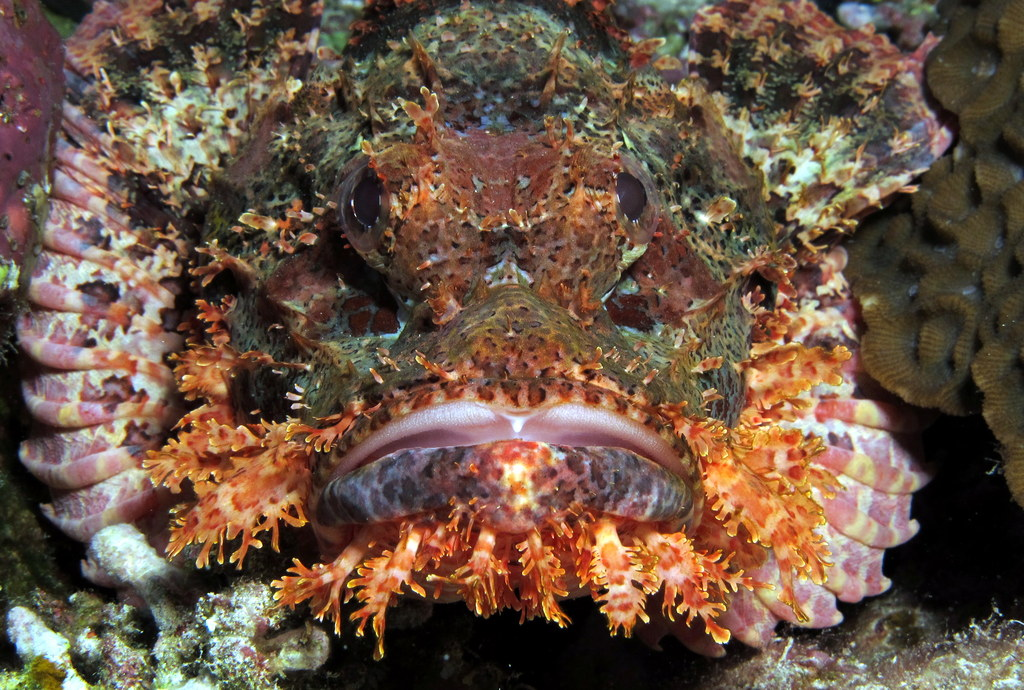
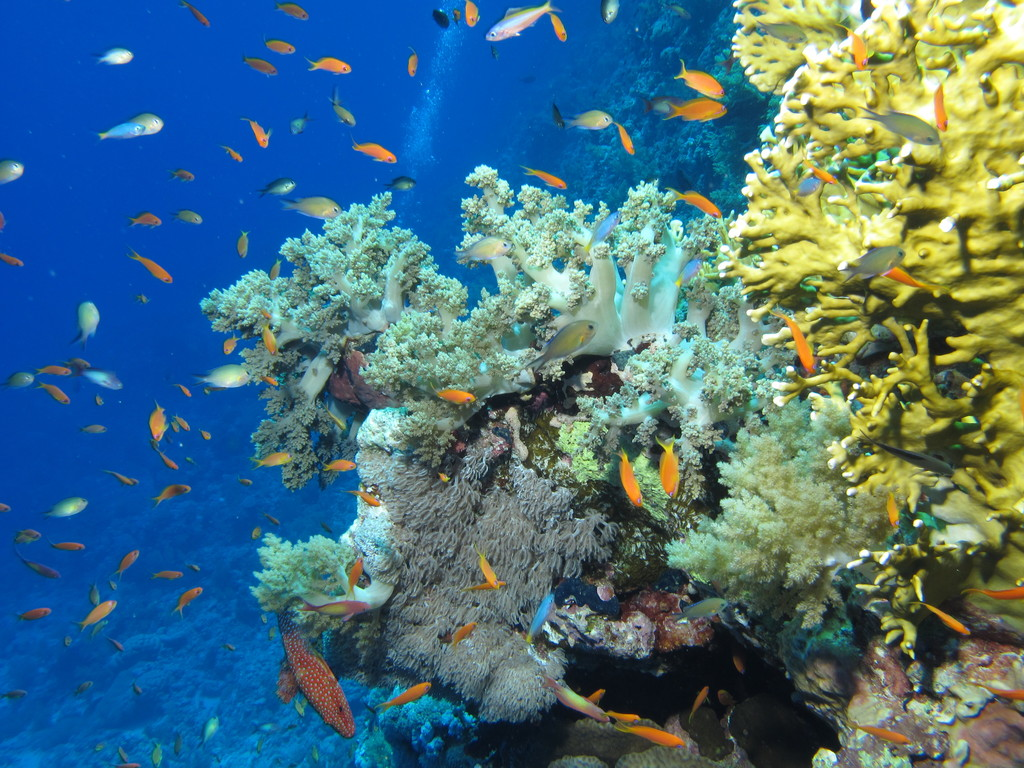

## وصلات خارجية
- شعب ديدالوس
- فنار جزيرة أبو الكيزان نسخة محفوظة 18 أغسطس 2019 على موقع واي باك مشين.